# 소셜 텔레비전
소셜 텔레비전(social television)은 텔레비전과 소셜 미디어를 합친 것이다. 수백 만의 사람들은 현재 자신의 TV 경험을 스마트폰과 태브릿을 사용하여 트위터와 페이스북 등의 소셜 미디어 상의 다른 시청자들과 공유한다. TV 방송국과 권리자들은 소셜 플랫폼에 동영상 클립을 공유하는 일이 점차 늘고 있다.
소셜 TV 시장은 TV 주위의 커뮤니케이션과 사회 소통을 지원하는 기술, 그리고 텔레비전 관련 사회적 행위를 연구하고 특정 TV 방송에 연계된 소셜 미디어 활동을 측정하는 기업들을 아우르고 있다. (해당 TV 방송 중 다수는 미디어 및 기술 기업들로부터 상당한 투자 유혹을 받았다) 이 시장은 또한 방송사들과 소셜 네트워킹 플레이어들(트위터, 페이스북 등) 간의 수많은 합병이 관찰되고 있다. 이 시장은 2017년 기준으로 2560억 달러의 가치가 있다고 추산된다.

## 시스템
- Boxee – 삼성이 인수
- GetGlue – i.TV가 인수
- Grabyo
- KIT 디지털
- 미소 TV
- 탱크 탑 TV
- WiO
- 엑스박스 라이브

## 같이 보기
- 쌍방향 텔레비전
- 스마트 TV
- 소셜 네트워크 서비스